# Bajt Mahsir
Bajt Mahsir (arab. بيت محسير) – nieistniejąca już arabska wieś, która była położona w Dystrykcie Jerozolimy w Mandacie Palestyny. Wieś została wyludniona i zniszczona podczas wojny domowej w Mandacie Palestyny, po ataku żydowskiej organizacji paramilitarnej Hagana w dniu 11 maja 1948.

## Położenie
Bajt Mahsir leżała w Górach Judzkich, w odległości 9 kilometrów na zachód od Jerozolimy. Według danych z 1945 do wsi należały ziemie o powierzchni 16 268 ha. We wsi mieszkało wówczas 2 400 osób.
| własność gruntów | powierzchnia gruntów (hektary) |
| ---------------- | ------------------------------ |
| Arabowie         | 15 428                         |
| Żydzi            | 0                              |
| publiczne        | 840                            |
| Razem            | 16 268                         |

| Rodzaj użytkowanych gruntów | Arabowie (hektary) | Żydzi (hektary) |
| --------------------------- | ------------------ | --------------- |
| uprawy oliwek               | 1 340              | 0               |
| uprawy nawadniane           | 1 348              | 0               |
| uprawy zbóż                 | 6 225              | 0               |
| nieużytki                   | 8 618              | 0               |
| zabudowane                  | 77                 | 0               |

## Historia
W XIX wieku była to średniej wielkości wieś, licząca około 450 mieszkańców. Korzystne położenie przy drodze z Jerozolimy do nadmorskiej równiny Szaron przyczyniło się do jej rozwoju. Tutejsza gospodarka opierała się na rolnictwie. Część ziem uprawnych znajdowała się na nizinnym obszarze położonym na zachód od wsi. W okresie panowania Brytyjczyków Bajt Mahsir była dużą wsią. We wsi znajdowały się trzy szkoły - dwie dla chłopców i jedna dla dziewcząt. Poza tym we wsi był jeden meczet. Mieszkańcy Bajt Mahsir byli dumni z tego, że ostatni imam z tego meczetu, szejk Khalil As'ad, był absolwentem Uniwersytetu al-Azhar w Kairze.
Podczas wojny domowej w Mandacie Palestyny we wsi znajdowała się jedna z baz Armii Świętej Wojny. Arabskie milicje atakowały stąd żydowskie konwoje do Jerozolimy. Jednym z ulubionych miejsc urządzania zasadzek był Sza’ar ha-Gaj. Aby przeciwdziałać tym atakom, dowództwo żydowskiej organizacji paramilitarnej Hagana, wyznaczyło Brygadę Harel do ataku na wieś Bajt Mahsir. Pierwszą próbę natarcie żołnierze 4 Batalionu przeprowadzili w nocy 8 maja 1948, nie zdołali jednak osiągnąć celu z powodu gęstej mgły. Następnego dnia przeprowadzono dwie nieudane próby zdobycia wioski. 10 maja żydowskie siły skoncentrowały się w kibucu Kirjat Anawim, skąd ciężarówkami dojechali w pobliże wioski. Zostali zatrzymani silnym ogniem karabinów, który zmusił ich do okopania się. Walki pozycyjne trwały przez cały dzień. Batalion poprosił o wsparcie lotnicze. Mały jednosilnikowy samolot Noresman okrążył wieś i podczas próby zrzucenia bomby rozbił się na szczycie góry Deir Amar. Wieczorem Batalion otrzymał posiłki i o północy rozpoczął systematyczne likwidowanie arabskich posterunków na grzbiecie górskim powyżej wioski. O świcie 11 maja wieś została zdobyta. Okazało się, że wieś została wcześniej opuszczona przez swoich mieszkańców. Żydowscy żołnierze wysadzili prawie wszystkie domy, aby w ten sposób uniemożliwić powrót arabskich milicji. Na początku I wojny izraelsko-arabskiej w rejonie zniszczonej wsi kończyła się trasa Drogi Birmańskiej prowadzącej do Jerozolimy z pominięciem arabskich pozycji w rejonie Latrun.

## Miejsce obecnie
Na gruntach należących do Bajt Mahsir powstały w 1950 moszawy Bet Me’ir i Mesillat Cijjon.
Palestyński historyk Walid Chalidi, tak opisał pozostałości wioski Bajt Mahsir: „Ocalało kilka domów i znajdują się one pomiędzy domami osady Bet Me’ir. Powyżej izraelskiej osady znajdują się dwa duże domy, wzniesione w kształcie prostokąta z kamienia wapiennego. Nadal można odnaleźć pozostałości młyna, maszyny wyposażone w metalowe koło zamachowe na kamiennej podstawie. Na szczycie góry we wschodniej części wsi, rosną zdziczałe stare drzewa. Wśród drzew znajduje się wraz z innymi grobami grobowiec al-Ajami”.